# Абу-ль-Фіда (місячний кратер)
Кратер Абу-ль-Фіда (лат. Abulfeda) — ударний кратер в центральній материковій частині видимої сторони Місяця. Назву присвоєно на честь арабського історика і географа Абу-ль-Фіда (1273-1331) і затверджена Міжнародним астрономічним союзом в 1935 р. Кратер утворився в нектарський період.

## Опис кратера

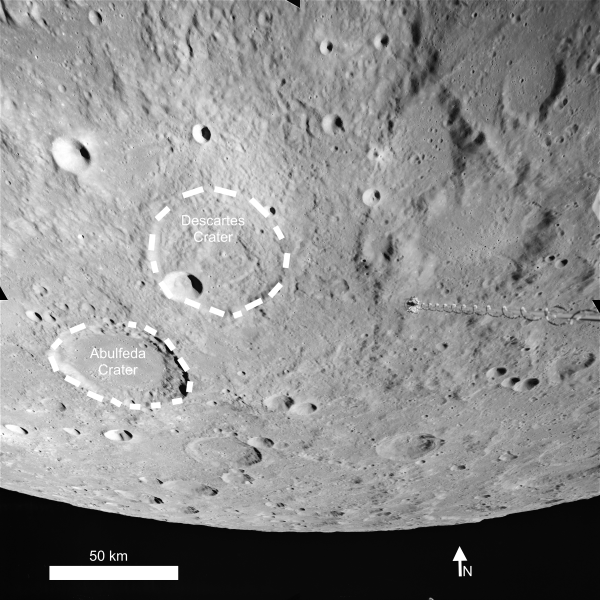
Знімок з борту Аполлона-16.

На північному заході від кратера розташовується  кратер Андел, на півночі кратер Доллонд, на північному сході кратери Кант і Декарт, на південно-сході кратер Тацит, на південно-південно-сході кратер Аль-Мамун. Від південної частини валу кратера Абу-ль-Фіда в напрямку північної частини валу кратера Аль-Мамун тягнеться ланцюжок кратерів Абу-ль-Фіди, що простягається далі на відстань 210 км і перетинає уступ Алтай. Селенографічні координати центру кратера 13°52′ пд. ш. 13°55′ сх. д. / 13.87° пд. ш. 13.91° сх. д., діаметр 62,2 км, глибина 1,23 км.
Південна і північно-східна частини валу кратера поцятковані численними дрібними кратерами, південно-західна частина пересічена долинами. Внутрішній схил валу помітно ширше в східній частині, північна частина вже сильно зруйнована, внутрішній схил згладжений, ймовірно в результаті сейсмічної активності при сусідніх імпактах. Найбільша висота валу над навколишньою місцевістю становить 1250 м, об'єм кратера становить приблизно 3700 км³. Дно чаші кратера заповнено або породами, викинутими при імбрійському імпакті, або лавовими потоками, має відносно рівний рельєф без помітних структур. Центральний пік відсутній, швидше всього,  прихований при заповненні кратера.

## Перетин кратера
На наведеному графіку показано перетин кратера в різних напрямках, масштаб по осі ординат вказаний у футах, масштаб в метрах зазначений у верхній правій частині ілюстрації.

## Сателітні кратери
| Абу-ль-Фіда | Координати                                                | Діаметр, км |
| ----------- | --------------------------------------------------------- | ----------- |
| A           | 16°26′ пд. ш. 10°45′ сх. д. / 16.43° пд. ш. 10.75° сх. д. | 13,3        |
| B           | 14°31′ пд. ш. 16°22′ сх. д. / 14.51° пд. ш. 16.37° сх. д. | 15,5        |
| BA          | 14°41′ пд. ш. 16°48′ сх. д. / 14.69° пд. ш. 16.8° сх. д.  | 14,0        |
| C           | 12°47′ пд. ш. 10°50′ сх. д. / 12.79° пд. ш. 10.83° сх. д. | 16,4        |
| D           | 13°15′ пд. ш. 9°28′ сх. д. / 13.25° пд. ш. 9.46° сх. д.   | 19,7        |
| E           | 16°46′ пд. ш. 10°08′ сх. д. / 16.76° пд. ш. 10.14° сх. д. | 5,5         |
| F           | 16°11′ пд. ш. 13°04′ сх. д. / 16.19° пд. ш. 13.07° сх. д. | 17,5        |
| G           | 13°06′ пд. ш. 8°56′ сх. д. / 13.1° пд. ш. 8.94° сх. д.    | 6,3         |
| H           | 13°50′ пд. ш. 9°34′ сх. д. / 13.84° пд. ш. 9.56° сх. д.   | 4,2         |
| J           | 15°29′ пд. ш. 10°02′ сх. д. / 15.49° пд. ш. 10.03° сх. д. | 4,1         |
| K           | 14°55′ пд. ш. 10°35′ сх. д. / 14.92° пд. ш. 10.58° сх. д. | 9,9         |
| L           | 14°05′ пд. ш. 10°40′ сх. д. / 14.09° пд. ш. 10.67° сх. д. | 5,0         |
| M           | 16°14′ пд. ш. 12°04′ сх. д. / 16.23° пд. ш. 12.06° сх. д. | 10,1        |
| N           | 15°08′ пд. ш. 12°12′ сх. д. / 15.14° пд. ш. 12.2° сх. д.  | 13,1        |
| O           | 15°28′ пд. ш. 11°10′ сх. д. / 15.47° пд. ш. 11.16° сх. д. | 6,6         |
| P           | 15°30′ пд. ш. 11°32′ сх. д. / 15.5° пд. ш. 11.54° сх. д.  | 4,6         |
| Q           | 12°52′ пд. ш. 12°13′ сх. д. / 12.86° пд. ш. 12.22° сх. д. | 3,5         |
| R           | 12°47′ пд. ш. 12°58′ сх. д. / 12.79° пд. ш. 12.97° сх. д. | 6,3         |
| S           | 12°17′ пд. ш. 13°18′ сх. д. / 12.28° пд. ш. 13.3° сх. д.  | 5,3         |
| T           | 14°52′ пд. ш. 13°43′ сх. д. / 14.86° пд. ш. 13.71° сх. д. | 6,2         |
| U           | 12°58′ пд. ш. 13°48′ сх. д. / 12.97° пд. ш. 13.8° сх. д.  | 5,8         |
| W           | 12°33′ пд. ш. 13°51′ сх. д. / 12.55° пд. ш. 13.85° сх. д. | 5,4         |
| X           | 15°01′ пд. ш. 13°59′ сх. д. / 15.01° пд. ш. 13.99° сх. д. | 5,8         |
| Y           | 12°46′ пд. ш. 14°03′ сх. д. / 12.76° пд. ш. 14.05° сх. д. | 4,6         |
| Z           | 14°44′ пд. ш. 15°11′ сх. д. / 14.73° пд. ш. 15.18° сх. д. | 5,7         |

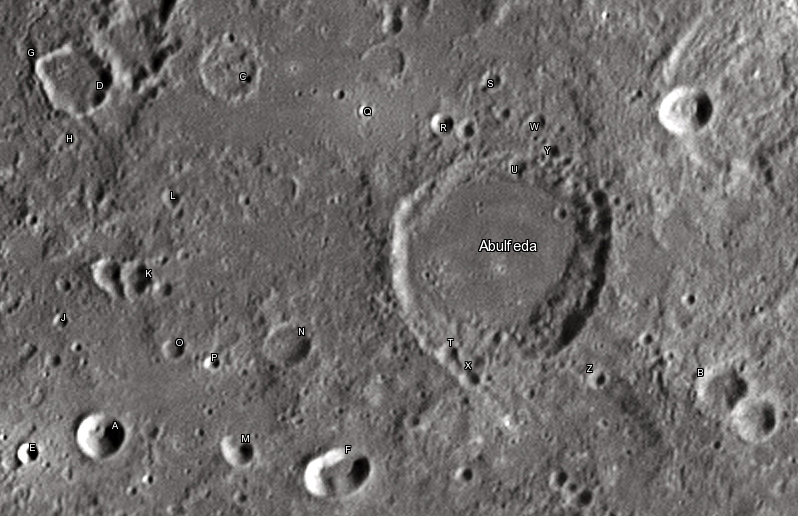
Знімок Девіда Кемпбелла.

- Сателітні кратери Абу-ль-Фіда E, O, R включені до списку кратерів із яскравою системою променів Асоціації місячної і планетної астрономії (ALPO)[7].
- Сателітні кратери Абу-ль-Фіда A, F, M включені до списку кратерів із темним радіальними смугами на внутрішньому схилі Асоціації місячної і планетної астрономії (ALPO)[8].